# 기소 삼강

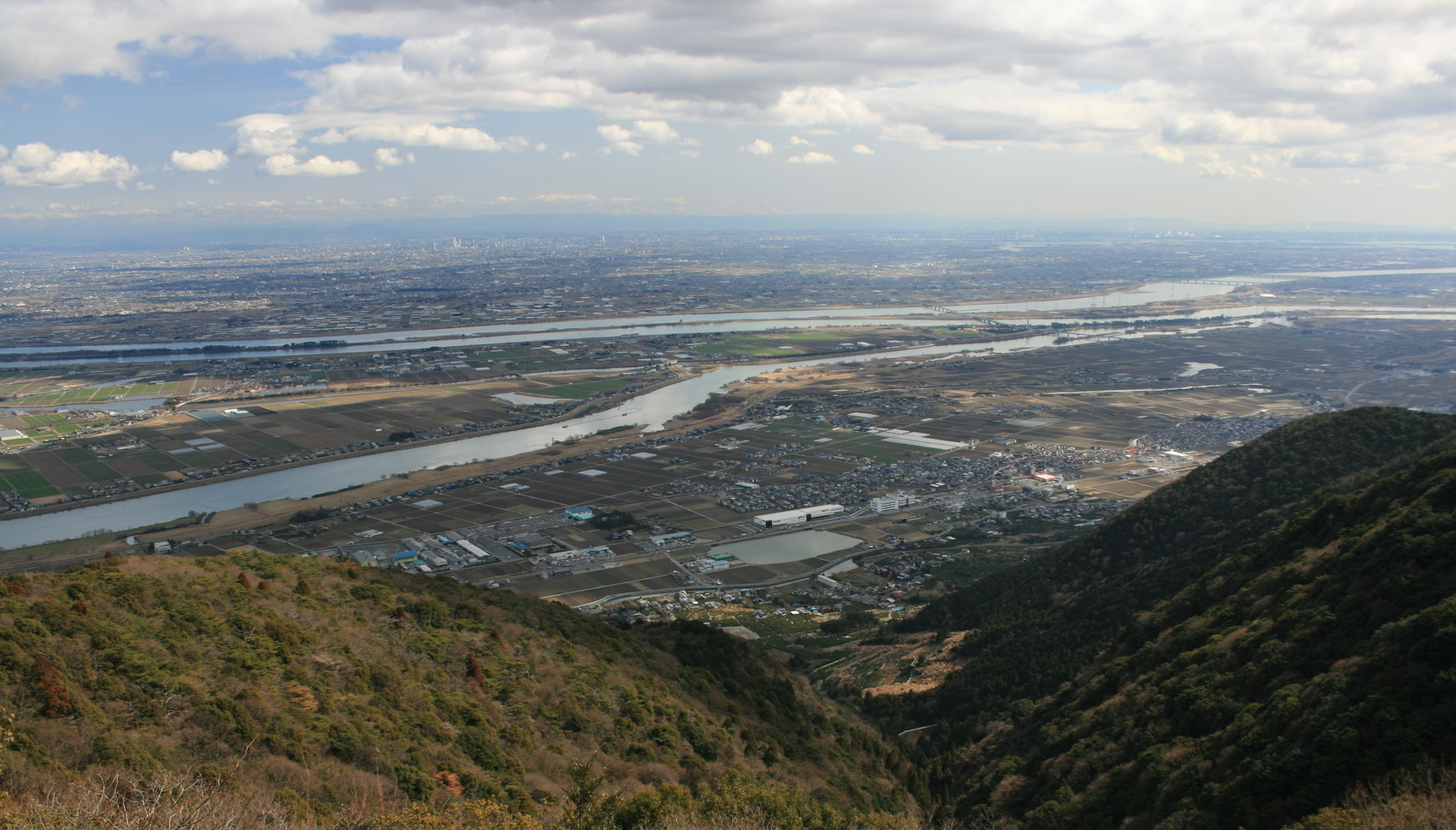

기소 삼강(木曽三川)이란 노비평야를 흐르는 기소강, 이비강, 나가라강의 총칭이다. 모두가 기소 강 수계에 포함되어 노비 삼강(濃尾三川)으로도 불린다.
일찍이 이 3개의 강은 하류부에서 합류·분류를 반복해 가끔 수해를 일으키고 있었기 때문에 에도 시대 이후 여러번 개수를 해왔다. 유명한 것은 사쓰마번이 행한 호레키 치수와 네덜란드인 기사 요하니스 데 레이케 등에 의한 기소 삼강 분류 공사이다.

## 관광
기소 삼강 공원(木曽三川公園)은 기후현 가이즈시에 위치한다. 공원에서 방문객들은 기소 삼강을 이루는 세 개의 강과 이세만, 노비평야를 둘러싼 산들을 볼 수 있다.

## 같이 보기
- 기소강
- 이비강
- 나가라강